# Авдалово
Авдалово — село в Зубово-Полянском районе Мордовии России. Входит в состав Дубительского сельского поселения.

## География
Село расположено в лесостепной зоне на крайнем западе Мордовии в 1 км восточнее границы с Рязанской областью. Расстояние до районного центра - 28 км. До Саранска - 229 км. До Москвы - 429 км.К северной границе села через железнодорожные пути примыкает село Дубитель.

## Название
Название-антропоним: мордвин с дохристианским именем Алдал был, видимо, первопоселенцем, основателем населенного пункта. Названия с суффиксом принадлежности -ова (-ева) часто встречаются на территории Мордовии. Следует отметить, что имя Алдал произносится как Авдал только в русском произношении. Мордовское же население это имя произносит только как Алдал, так же, как в старину.

## История
В "Списке населенных мест Тамбовской губернии" (1866) Авдалово - село владельческое из 28 дворов Спасского уезда. В "Извлечении из отписки полковника Ф. Т. Зыкова в Шацк к воеводе Я. Т. Хитрово и из допросных речей И. Тимофеева и мордвина П. Ишеева сообщалось в 1670 году, что "в селе де Алдалове стоят на карауле по десяти человек конных от Мишки Харитонова".

## Население
| 2002 | 2010 |
| ---- | ---- |
| 444  | ↘395 |

Национальный состав
Согласно результатам Всероссийской переписи населения 2002 года, в национальной структуре населения русские составляли 72 %.